# În căutarea lui Mahdi
În căutarea lui Mahdi (1996) (titlu original Looking for the Mahdi) este un roman science fiction scris de N. Lee Wood.

## Intriga
Kahlili bint Munadi Sulaiman este jurnalistă de televiziune. Ea a trecut printr-un război în Khuruchabja, iar acum primește misiunea să îl escorteze pe John Halton în acel stat islamic, acesta urmând să devină bodyguardul prințului. Însă nimic nu este așa cum pare: Sulaiman este aceeași persoană cu jurnalistul K. B. Sulaiman (deghizare necesară deoarece o femeie nu ar fi putut intra într-o țară musulmană fundamentalistă), iar Halton este un android.
Cei doi călătoresc pe o stație orbitală, unde li se însmânează un microcip. Ajunși înapoi pe Pământ, în Khuruchabja, sunt atacați de niște persoane care o bat pe Kay Bee, vrând să îi ia microfilmul, dar sunt ucise de Halton. În cârdășie cu ei se află soția prințului pentru care Halton trebuie să acționeze ca bodyguard.
Pe de altă parte, comunitatea islamică îl așteaptă pe Mahdi - mesia care va aduce siguranța și dreptatea în sânul ei. În final, Kay Bee află că totul este de fapt o înscenare în care a fost prinsă, iar singurul în care se poate încrede este Halton. La rândul său, androidul se află în căutarea propriei identități, într-o lume în care cei de felul său nu sunt prea populari.

## Opinii critice
În 1997, romanul a fost nominalizat la premiul Arthur C. Clarke pentru "Cel mai bun roman".
După Thomas M. Wagner, intriga romanului În căutarea lui Mahdi "nu oferă nimic absolut nou. Cititorii cu o lectură serioasă în ganul capă și spadă vor găsi formula esențială a acestuia, asortată cu întorsături SF pline de imaginație. Surprizele nu surprind prea mult. Critici dure la adresa politicii mondiale și a mass-mediei? S-au mai văzut. Totuși, când sunt făcute cu clasă, funcționează.".
Evelyn C. Leeper apreciază faptul că Wood "pare să evite stereotipiile și extremismele uzate de atât de mulți dintre scriitorii care îi pun pe toți musulmanii în tabăra monștrilor inumani care vor să distrugă civilizația vestică", dar critică finalul romanului: "Consider improbabilă soluția găsită de Wood pentru situația din Orientul Mijlociu, ca să nu zic mai mult.".